# SRI International

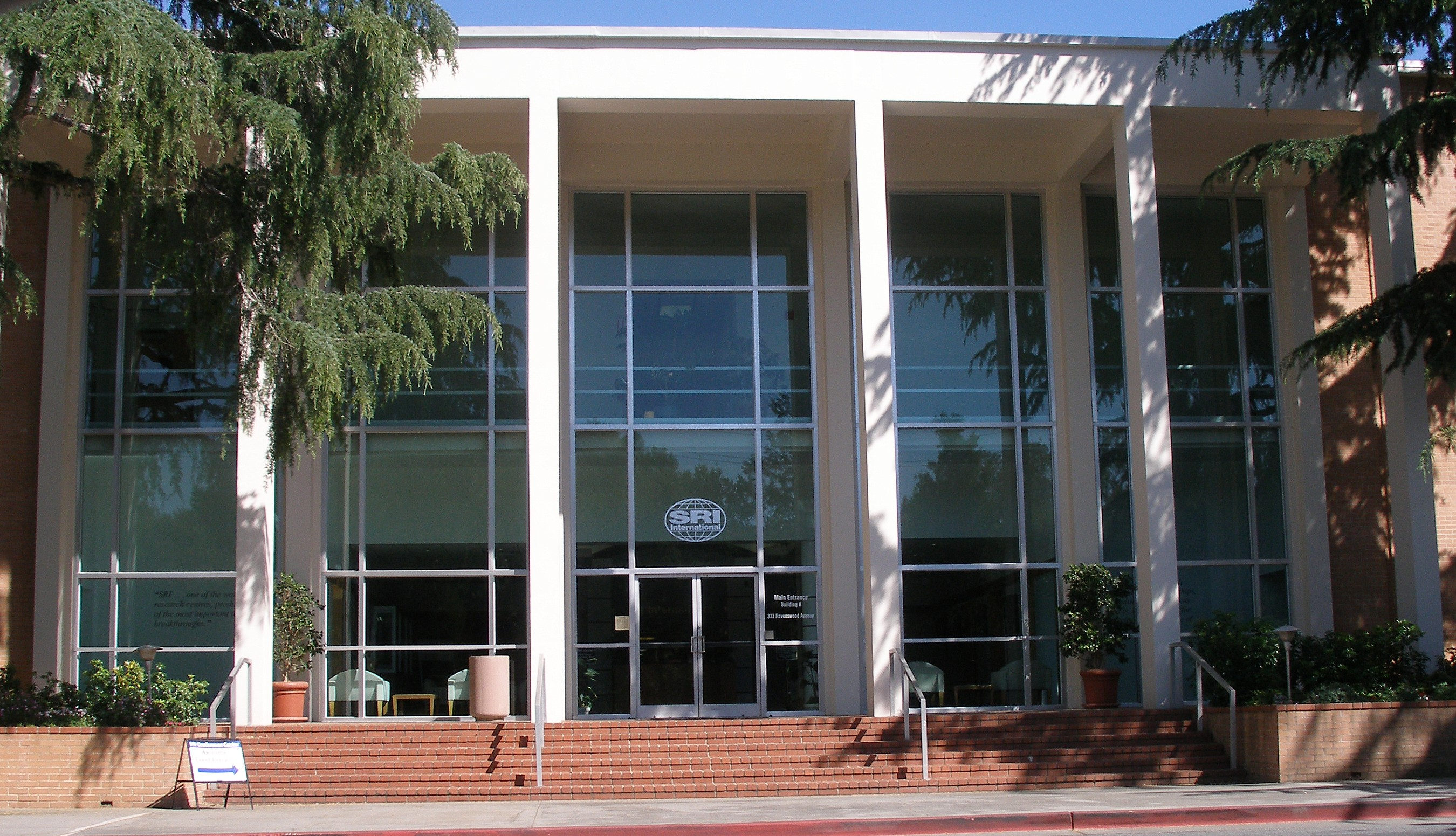
Intrarea în sediul central al SRI International din Menlo Park

SRI International, înființată sub numele de Institutul de Cercetări Stanford (în engleză Stanford Research Institute), este unul dintre cele mai mari institute de cercetări pe bază de contract din lume. Având sediul în Menlo Park, California, a fost înființată în 1946 de către administrația Universității Stanford ca centru de inovație pentru susținerea dezvoltării economice a regiunii. Ulterior, a fost înregistrată ca organizație non-profit independentă în conformitate cu legile SUA și ale statului California. Sediul central al SRI se află în apropierea campusului Universității Stanford. Dr. Curtis Carlson este președinte și CEO al SRI. Venitul pe anul 2010 al SRI a fost de circa 495 milioane de dolari. În 2011, SRI avea 2.100 de angajați. Sarnoff Corporation, o subsidiară a SRI de peste 20 de ani, a fost complet integrată în compania-mamă în ianuarie 2011. SRI International Sarnoff este folosit ca brand pentru o perioadă de timp pentru activitățile desfășurate în Princeton, New Jersey.
În 1970, SRI s-a separat oficial de Universitatea Stanford și, în 1977, a luat numele de SRI International. Separarea a fost un răspuns față de cei de la Universitatea Stanford care protestau împotriva implicării SUA în Războiul din Vietnam și care credeau că activitățile SRI finanțate de la DARPA făceau ca universitatea să fie parte a unui complex militar-industrial. În anii 1970, SRI a desfășurat o serie de proiecte de cercetare în afara mainstreamului științific, inclusiv cercetări în domeniul conștiinței umane extinse și în privința abilităților umane extraordinare, ca de exemplu cele atribuite celebrului medium Uri Geller.
Misiunea SRI este descoperirea și aplicarea științei și tehnologiei în scopul cunoașterii, comerțului, prosperității și păcii. Compania efectuează cercetare și dezvoltare sponsorizată de clienți care pot fi agenții guvernamentale, societăți comerciale și fundații particulare. Ea se ocupă și cu licențierea tehnologiilor, formarea de parteneriate strategice și înființează companii laterale. Zonele principale de interes pentru SRI sunt telecomunicațiile și rețelele de comunicație, tehnica de calcul, dezvoltarea economică și politica științifică și tehnologică, educația, energia și mediul, ingineria, farmacia și științele sănătății, securitatea și apărarea națională, materialele și structurile, prelucrarea video, achiziția de imagini și robotica. SRI deține peste 1.000 de patente și cereri de patent în toată lumea.